# El Pericón
El Pericón är en ort i Mexiko.   Den ligger i kommunen Texcatepec och delstaten Veracruz, i den sydöstra delen av landet, 160 km nordost om huvudstaden Mexico City. El Pericón ligger 753 meter över havet och antalet invånare är 526.
Terrängen runt El Pericón är kuperad åt nordost, men åt sydväst är den bergig. Runt El Pericón är det ganska glesbefolkat, med 32 invånare per kvadratkilometer. Närmaste större samhälle är Tlachichilco, 6,2 km öster om El Pericón. I omgivningarna runt El Pericón växer i huvudsak städsegrön lövskog.